# Tom Gehrels
Tom Gehrels (Haarlemmermeer, Nizozemska 21. veljače 1925. - Tucson, Arizona, 11. srpnja 2011.)  nizozemsko-američki je astronom. 
Bio je u specijalnim zračnim postrojbama u Europi i na Dalekom Istoku od 1944. do 1948. godine. 1951. godine diplomirao je astronomiju i fiziku na sveučilištu u Leidenu. Doktorirao je astronomiju i astrofiziku na Sveučilištu Chicaga 1956. godine. Od 1961. do 2011. bio je profesor planetnih znanosti i astronomije na Sveučilištu u Arizoni. Suosnivač je projekta Spacewatch za pronalaženje asteroida blizu Zemlje.
| 64P/Swift-Gehrels*                                         | 8. veljače 1973.    |
| 78P/Gehrels 2                                              | 29. rujna 1973.     |
| 82P/Gehrels 3                                              | 27. listopada 1975. |
| * Otkrio 1889. Swift, Gehrels opet otkrio izgubljeni komet |                     |

| 1778 Alfvén    | 26. rujna 1960.  |
| 1864 Daedalus  | 24. ožujka 1971. |
| 1873 Agenor    | 25. ožujka 1971. |
| 1979 Sakharov  | 24. rujna 1960.  |
| 2247 Hiroshima | 24. rujna 1960.  |

Pionir je prvog fotometričkog sustava asteroida 1950-ih, ovisnosti valne dužine polarizacije zvijezda i planeta 1960-ih, što je rezultiralo širokim nizom radova u Astronomical Journalu.
He discovered, jointly with the husband and wife team of Cornelis Johannes van Houten and Ingrid van Houten-Groeneveld, over 4000 asteroids, including Apollo asteroids, Amor asteroids, as well as dozens of Trojan asteroids. That was done in a sky survey using the 48-inch Schmidt telescope at Palomar Observatory and shipping the plates to the two Dutch astronomers at Leiden Observatory, who analyzed them for new asteroids. The trio are jointly credited with several thousand discoveries. Gehrels also discovered a number of comets.
Bio je glavni istraživač za pokus sa slikovnim fotopolarimetrom na letjelicama Pioneer 10 i Pioneer 11 prilikom njihovih prolijetanja pored Jupitera i Saturna 1970-ih.
Među Tomovom djecom istakao se Neil Gehrels. Tom je umro u Tucsonu, Arizona. Mali planet 1777 Gehrels ponio je njegovo ime njemu u čast.

## Knjige
- Physical Studies of Minor Planets, edited by Tom Gehrels (1971), NASA SP-267
- Planets Stars and Nebulae Studied With Photopolarimetry, edited by Tom Gehrels (1974) Tucson: University of Arizona Press ISBN 0-8165-0428-8
- Jupiter: Studies of the Interior, Atmosphere, Magnetosphere, and Satellites, edited by Tom Gehrels and Mildred Shapley Matthews (1976) Tucson: University of Arizona Press ISBN 0-8165-0530-6
- Protostars & Planets: Studies of Star Formation and of the Origin of the Solar System, edited by Tom Gehrels and Mildred Shapley Matthews (1978) Tucson: University of Arizona Press ISBN 0-8165-0674-4
- Asteroids, edited by Tom Gehrels and Mildred Shapley Matthews (1979), ISBN 0-8165-0695-7
- Saturn, edited by Tom Gehrels and Mildred Shapley Matthews (1984) Tucson: University of Arizona Press ISBN 0-8165-0829-1
- Asteroids II, edited by Richard P. Binzel, Tom Gehrels, and Mildred Shapely Matthews (1989)Tucson: University of Arizona Press ISBN 0-8165-1123-3
- Hazards Due to Comets and Asteroids, edited by Tom Gehrels, Mildred Shapley Matthews, and A. M. Schumann (1994) Tucson: University of Arizona Press ISBN 0-8165-1505-0
- On the Glassy Sea, in Search of a Worldview, Tom Gehrels (2007, originally published in 1988), ISBN 1-4196-8247-4
- Survival Through Evolution: From Multiverse to Modern Society, Tom Gehrels (2007), ISBN 1-4196-7055-7
- "The Chandra Multiverse", in From Big Bang to Galactic Civilizations: A Big History Anthology, Volume 3, The Ways that Big History Works: Cosmos, Life, Society, and our Future, eds. Barry Rodrigue, Leonid Grinin, Andrey Korotayev, Delhi: Primus Books, 2017, pp. 45-70.

## Vanjske poveznice
- Tom Gehrels - Astronomy Tree
- Gehrels Stranica na Sveučilištu Arizone
- Osmrtnica na Sveučilištu Arizone
- Memorial  Arhivirana inačica izvorne stranice od 18. studenoga 2015. (Wayback Machine) na Sveučilištu Arizone